# Ansen
Ansen est un village néerlandais de la commune de De Wolden, situé dans la province de Drenthe. Le 1er janvier 2020, la population s'élevait à 340 habitants.

## Histoire
La famille Ansen est fondatrice de ce village. Nous retrouvons des descendants en Alsace.